# Daniel Candeias
Daniel João Santos Candeias (* 25. Februar 1988 in Fornos de Algodres) ist ein portugiesischer Fußballspieler.

## Karriere

### Verein
2007 kam Candeias aus der U-19 des FC Porto in die erste Mannschaft. Nach einem Monat wurde er an den Zweitligisten Varzim SC ausgeliehen. Nach einem Jahr kehrte er zum FC Porto zurück und stand für die Saison 2008/09 in der portugiesischen Superliga in dessen Kader. Erste Erfahrungen in der Champions League sammelte der Außenstürmer im Heimspiel gegen Arsenal London durch eine Einwechselung in der 79. Minute.
In der Sommerpause 2014 wechselte er von Benfica Lissabon bis zum Ende der Saison 2014/15 auf Leihbasis in die 2. Bundesliga zum 1. FC Nürnberg. In der Winterpause wurde nach 16 Zweitligaeinsätzen, in denen er zwei Treffer erzielt hatte, Candeias' Leihvertrag wieder aufgelöst. Er wurde an den spanischen Erstligisten FC Granada weiterverliehen. Für die Saison 2016/17 wurde er an den türkischen Erstligisten Alanyaspor abgegeben.
Im Juni 2017 ging Candeias nach Schottland zu den Glasgow Rangers. Zwei Jahre später wechselte er in die Türkei zu Gençlerbirliği Ankara, dort verblieb er für zwei Spielzeiten und zog dann weiter zu Alanyaspor. Seit der Saison 2023/24 steht er nun bei Kocaelispor unter Vertrag.

### Nationalmannschaft
Candeias spielte für Portugal bei der U-19-Europameisterschaft 2007 in Österreich und befand sich zwischen 2008 und 2010 im Kader der U-21-Nationalmannschaft.

## Erfolge
- Portugiesischer Meister: 2009
- Portugiesischer Pokalsieger: 2009